# Mokre (Opole)
Pour les articles homonymes, voir Mokre.
Mokre est une localité polonaise de la gmina et du powiat de Głubczyce en voïvodie d'Opole.